# Dave Frey
David E. Frey (San Francisco, 1949 - Santa Rosa, 16 maart 2015) was een Amerikaanse jazz-banjoïst, gitarist en ukelele-speler, die actief was in de dixieland-scene van San Francisco.
Frey, die in Santa Rosa opgroeide, studeerde aan San José State University. Zijn geld verdiende hij in de marketing, maar daarnaast speelde hij jazz. Hij kreeg banjoles bij Leonard Moors en speelde in de eerste helft van de jaren zeventig achtereenvolgens bij de Marin Banjo Band en in de Oakland Banjo Band. In 1975 richtte hij de Southtown Strummers op. In 1983 werd hij lid van de Jazz Salvation Company en in 1990 was hij medeoprichter van Fourth Street Five, die in lokale clubs optrad en een cd opnam voor Bay Records. Vanaf 1991 speelde hij bovendien in het zestien man tellende San Francisco Starlight Orchestra, dat red hot jazz in de stijl van de jaren twintig speelde. Dit orkest nam meerdere platen op. In de jaren negentig was hij tevens actief in veel andere groepen, onder andere van Ted Shafer. Met Susanne Sangiacomo schreef hij een tweedelig banjo-leerboek. Hij gaf les aan het International Banjo College in Guthrie (Oklahoma). In 2009 werd hij opgenomen in in de American Banjo Hall of Fame.

## Boeken
- The Ultimate Plectrum Banjo Player's Guide (met Susanne Sangiacomo), 2000.